# Parafia św. Wita w Słupach
Parafia pw. św. Wita w Słupach – parafia rzymskokatolicka należąca do dekanatu Szubin oraz diecezji bydgoskiej.
W jej skład wchodzą wioski: Królikowo, Kowalewo, Słupy, Dąbrówka Słupska, Chraplewo, Ciężkowo, Wrzosy, Smarzykowo i część Wąsosza.  Parafia oprócz kościoła parafialnego w Słupach, posiada również kościół filialny w Ciężkowie. Jest też właścicielem założonego w 1830 w pobliżu kościoła parafialnego cmentarza.
Przy parafii swoją działalność prowadzą: Akcja Katolicka, Diakonia Piękna Domu Bożego, Grupa Wsparcia Ofiar Alkoholizmu, Matki Różańcowe, Parafialna Grupa Młodzieżowa "Młodzież Św. Wita", Parafialny Zespół Caritas, Stowarzyszenie Wspierania Powołań Kapłańskich.

## Historia
Parafię w Słupach erygowano być może już w XI w., najpóźniej zaś w wieku XII. Pierwsze zachowane pisemne potwierdzenie jej istnienia pochodzi jednak dopiero z 10 lipca 1399 r. Posługę duszpasterską spełniano przez wieki w kościołach drewnianych - ostatni z nich wzniesiono ok. 1700 r. W jego miejsce w 1840 r. zbudowano obecną świątynię murowaną (poświęconą 14 lipca 1844). Po II wojnie światowej parafia przejęła też administrację nad poniemieckim kościołem w Ciężkowie, dotychczas świątyni ewangelickiej.
Zasięg parafii na przestrzeni wieków zmieniał się, zawsze jednak wykraczał daleko poza same Słupy. W początkowym okresie pod jej jurysdykcją znajdował się nawet Szubin. Ze znanego dokumentu Jana Łaskiego "Liber beneficiorum" z 1521 r. wynika, że w jej obrębie znajdowało się wówczas dziewięć wsi: Słupy, Kowalewo, Wąsosz, Dąbrówka, Ciężkowo, Smarzykowo, Chraplewo i Piardowo (Mąkoszyn). Później dołączyły do nich jeszcze Antoniewo, Babiagać, Smolarnia i Wrzosy. Na skutek zmian tak w osadnictwie, jak i w podziale ter, nie było to stałe. Z dekretu z 1931 r. wiemy na przykład, że odłączono od niej Mąkoszyn i Jeziorowo. W okresie 47-67 stopniowo oddawano Chomętowu część Wąsosza. Obecnie, tak jak przy sporządzaniu pierwszego wykazu, parafia obejmuje dziewięć wiosek, choć ich skład częściowo zmienił się.
W 1939 r. działalność duszpasterska w słupach została zamknięta przez hitlerowców. W październiku tego roku aresztowali oni proboszcza Jana Szymańskiego i wikariusza Stefana Kubickiego, obaj zmarli wkrótce w 1940 r. w obozach koncentracyjnych. W okresie okupacji niemieckiej plebania zamieniona została na siedzibę straży pilnującej trzymanych w pobliskim budynku jeńców. Od 1945 r. rozpoczęto odtwarzanie struktury parafialnej.
W 1948 r. nastąpiło przejęcie opuszczonego przez ludność niemiecką poewangelickiego kościoła w Ciężkowie.
Przez niemal całą swoją historię parafia przynależała do archidiecezji gnieźnieńskiej, jednakże od reformy z 2004 r. jest częścią nowo powstałej diecezji bydgoskiej.

## Poczet proboszczów
Chronologiczną i kompletną listę proboszczów ustalić można dopiero od roku 1730. Odnośnie do całego wcześniejszego okresu, dysponujemy tylko wyrywkowymi informacjami z zachowanych dokumentów. I tak dokument z roku 1399 wymienia imiona najstarszych poświadczonych proboszczów - Marcin i Marek, w roku 1433 proboszczem był Wszemir, w 1459 - Mikołaj z Gniazdowa, w 1520 - Jan z Pobiedzisk, w 1556 (do najwyżej 1569) - Marcin Stoliski, od co najmniej 1569 do co najmniej 1599 - Sebastian Palęcki (następca Stoliskiego), w 1636 - Komas Carnkowiński, od co najmniej 1663 do co najmniej 1676 - Grzegorz Gabrielowicz, a w 1700 - nieznanego imienia Gawroński. 
- 1730-1743 - ks. Jan Prabucki
- 1743-1776 - ks. Jakub Rolbiecki
- 1776-1808 - ks. Wawrzyniec Sadowski
- 1810-1822 - ks. Ludwik Sadowski
- 1823-1824 - ks. Ksawery Trzebiatowski
- 1825-1829 - ks. Gabriel Cedrowicz
- 1829-1858 - ks. Andrzej Kowalewski
- 1858-1864 - ks. Antoni Tarnowski
- 1864 -  ks.Michał Kentzer (p.o.)
- 1864-1923 - ks. Ludwik Sobeski
- 1923-1939 - ks. Jan Szymański
- 1945-1946 - ka. Adam Kołaczkowski (p.o.)
- 1946-1979 - ks. Zbigniew Wierzchowiecki
- 1979-1984 - ks. Jan Szurik
- 1984-1989 - ks. Zenon Patelski
- 1989-1995 - ks. Romuald Drążkowski
- od 1995   - ks. Leszek Kroll

Ponadto w XIX w. dwóch duchownych (ich imiona są nieznane) pełniło funkcję komendarzy, tj. tymczasowych zarządców mienia parafialnego. W latach 1823–1826 był to ks. Trojanowicz (w zastępstwie ówczesnych proboszczów), a w 1846 r. ks. Kentzer (po śmierci proboszcza, do czasu ustanowienia nowego).